# Diecéze luçonská
Diecéze Luçon (lat. Dioecesis Lucionensis, franc. Diocèse de Luçon) je francouzská římskokatolická diecéze. Leží na území departementu Vendée, jehož hranice přesně kopíruje. Sídlo biskupství i Notre-Dame-de-l'Assomption se nachází v Luçonu. Diecéze luçonská je součástí renneské církevní provincie.

## Historie
Diecéze Luçon byla založena 16. srpna 1317 papežem Janem XXII. V důsledku konkordátu z roku 1801 byla zrušena a její území včleněno do diecéze La Rochelle. K obnovení diecéze došlo 6. října 1822.
Od 8. prosince 2002 je diecéze Luçon sufragánem arcidiecéze Rennes (předtím byla sufragánní diecézí arcidiecéze Bordeaux).

## Sídelní biskup
Loçonským biskupem byl před svým odchodem ke královskému dvoru i kardinál Richelieu.
Od roku 1991 do roku 2000 byl sídelním biskupem François Garnier.
Od 14. srpna 2008 do roku 2019 byl diecézním biskupem Alain Castet. Od roku 2019 je úřadujícím biskupem François Joseph Marie Jacolin.

### Externí odkazy

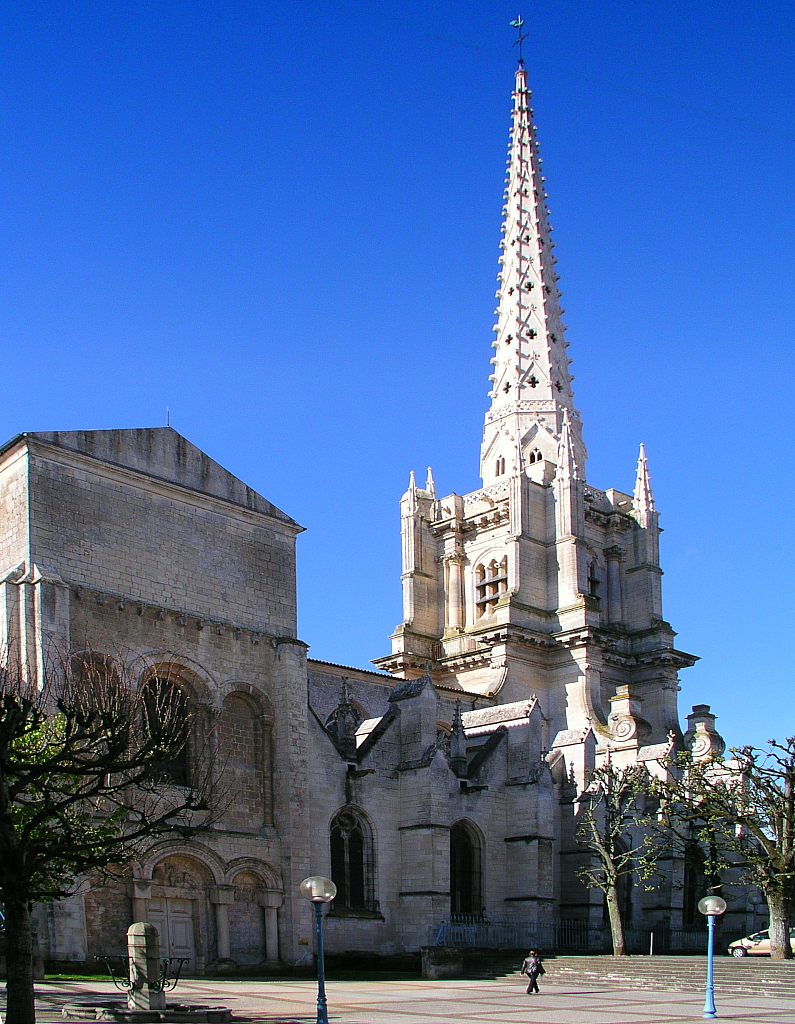
Katedrála Notre-Dame-de-l'Assomption